# Облак
Вижте пояснителната страница за други значения на Облак.
Облаците са аерозолни образувания, съставени от видима маса миниатюрни течни капчици, ледени кристали или други частици, висящи в атмосферата на дадена планета. Тези капчици или кристали може да са съставени от вода или други вещества. На Земята облаците се образуват в резултат на насищането на въздуха при охлаждането му до точката на оросяване или в резултат на достигането на достатъчна влажност, обикновено под формата на водна пара, от съседен източник, така че точката на оросяване да се повиши до преобладаващата температура. Облаците се виждат в земната хомосфера, включваща тропосферата, стратосферата и мезосферата. Изучаването на облаците се нарича нефология и представлява клон на метеорологията.
При именоването на облаците в техните съответни атмосферни слоеве се използват две форми – латинска и разговорна. Типовете облаци в тропосферата, най-близкия до земната повърхност атмосферен слой, имат латински наименования, въведени с универсалната номенклатура на Люк Хауърд. Официално предложена през 1802 година, тя става основа на съвременната международна система, която разделя облаците на пет физически форми, които се появяват в някои или във всички нива (етажи). Тези физически типове, в приблизителен нарастващ ред на конфективната активност, са слоести, перести, слоесто-купести, купести и купесто-дъждовни. Физическите форми се разделят по височина на десет основни родотипа. Латинските имена на родовете от висока ниво се образуват с представката cirro-, а тези за средно ниво – с представката alto-. Повечето родове се подразделят допълнително на видове, а те – на разновидности. Много ниските слоести облаци, които достигат до земната повърхност, се наричат с разговорното име мъгла, но нямат латинско наименование.
Два вида перести облаци, които се образуват високо в стратосферата и мезосферата нямат латински наименования. Те се виждат рядко, главно в полярните области. Облаци са наблюдавани и в атмосферите на други планети и спътници в Слънчевата система и извън нея. Те обаче имат различни температурни характеристики и често са съставени освен от вода и от други вещества, като метан, амоняк и сярна киселина.
Като цяло хомосферните облаци може да се класифицират по форма и височина в десет тропосферни рода, мъглата на приземното ниво и двата допълнителни типа над тропосферата. Купестият род включва три вида, маркиращи вертикалния размер. Облаците с достатъчен вертикален размер, за да преминават през повече от едно височинно ниво се класифицират според височината на първоначалното им образуване, а понякога неформално са наричани облаци с вертикално развитие.
| Форми и нива                      | Слоестообразни (неконвективни) | Перестообразни (предимно неконвективни) | Слоесто-купестообразни (ограничено конвективни) | Купестообразни (свободно конвективни) | Купесто-дъждовнообразни (силно конвективни) |
| --------------------------------- | ------------------------------ | --------------------------------------- | ----------------------------------------------- | ------------------------------------- | ------------------------------------------- |
| Екстремно високи                  |                                | Полярни мезосферни                      |                                                 |                                       |                                             |
| Много високи                      |                                | Полярни стратосферни                    |                                                 |                                       |                                             |
| Високи                            | Пересто-слоести                | Перести                                 | Пересто-купести                                 |                                       |                                             |
| Средни                            | Високо-слоести                 |                                         | Високо-купести                                  |                                       |                                             |
| Ниски                             | Слоести                        |                                         | Слоесто-купести                                 | Купести облаци на хубавото време      |                                             |
| С вертикално развитие             | Слоесто-дъждовни               |                                         |                                                 | Средни купести                        |                                             |
| Издигащи се с вертикално развитие |                                |                                         |                                                 | Мощни купести                         | Купесто-дъждовни                            |
| Повърхностни                      | Мъгла                          |                                         |                                                 |                                       |                                             |

## Наименование и история на изследванията
Наименованието „облак“ произлиза от праславянската дума *обволкати със значение „обличам“.
Най-ранните системни изследвания на облаците са част от по-общото изучаване на времето и на естествените науки. Около 340 пр.н.е. древногръцкият философ Аристотел пише трактата „Метеорологика“, в който обобщава познанията на епохата за естествените науки, включително за времето и климата. Първоначално валежите и облаците, в които те се образуват, се наричат метеори, от гръцката дума означаваща „високо в небето“. Със същия произход е и съвременния термин метеорология, науката за облаците и времето. „Метеорологика“ се основава на интуицията и на прости наблюдения, а не на съвременния научен метод. Въпреки това тази книга е първото известно изследване, което се опитва да разглежда широк кръг метеорологични теми.
След столетия на спекулативни теории за образуването и поведението на облаците, първите наистина научни изследвания са предприети от Люк Хауърд в Англия и Жан-Батист Ламарк във Франция. Хауърд е методичен наблюдател със солидна основа в латинския език, която през 1802 година използва за класификацията на различни тропосферни облаци. Той смята, че променящите се форми на облаците са ключът към прогнозирането на времето. През същата година Ламарк работи независимо от него върху класификацията на облаците и предлага друга схема за наименования, която обаче не се налага дори в родината му, тъй като използва необичайни френски имена за видовете облаци. Неговата номенклатура включва дванадесет категории облаци с имена като „мъгляви“, „пъстри“ и „метловидни“. В същото време Хауърд използва общоприетия латински и номенклатурата му се възприема бързо. Популярността на номенклатурата на Хауърд е такава, че германският поет с интерес към природните науки Йохан Волфганг фон Гьоте пише четири стихотворения за облаците, посвещавайки ги на Хауърд. В доразработен вид системата на Хауърд е официално приета на Международната метеорологична конференция през 1891 година. Тя обхваща само тропосферните видове облаци, като откриването на по-високите облаци в края на XIX век води до създаването на отделна класификационна схема за тях.

## Образуване
Земните облаци могат да се наблюдават в по-голямата част от хомосферата, включваща тропосфера, стратосфера и мезосфера. В тези слоеве на атмосферата въздухът може да се водонасити в резултат на своето охлаждане до точката на оросяване или с навлизане на влага от съседен източник. Във втория случай насищането настъпва, когато точката на оросяване се повиши до средната температура на въздуха.
Адиабатно охлаждане се получава, когато един или повече от трите начина на издигане – циклонно (фронтово), конвективно или орографско – накара въздушна област, съдържаща невидима водна пара, да се издигне и охлади до своята точка на оросяване, температурата, при която въздухът се водонасища. Докато въздухът се охлажда до точката си на оросяване и се водонасища, водната пара обикновено кондензира и образува облачни капчици. Тази кондензация се извършва най-вече по кондензационни ядра, като солни или прахови частици, които са достатъчно малки, за да се задържат във въздуха от нормалната атмосферна циркулация.
Фронтово и циклонно издигане възниква, когато стабилна въздушна маса е изтласкана нагоре от атмосферен фронт или около център на ниско налягане от процеса на конвергенция. Топлите фронтове, свързани с нетропическите циклони, обикновено създават предимно перестообразни и слоестообразни облаци върху големи области, освен ако приближаващата топла въздушна маса е нестабилна, като в този случай най-често в основния облачен пласт се формират мощни купести и купесто-дъждовни облаци. Студените фронтове обикновено се движат по-бързо и генерират по-тясна ивица облаци, предимно слоесто-купести, купести или купесто-дъждовни, в зависимост от устойчивостта на топлата въздушна маса непосредствено пред фронта.
Друг източник на образуване на облаци е конвективното издигащо движение на въздуха, предизвикано от дневното слънчево нагряване на повърхностния слой. Неустойчивостта на въздушната маса дава възможност за формиране на купестообразни облаци, които да доведат до дъжд при достатъчно влажен въздух. В немного чести случаи конвективното издигане може да стане достатъчно мощно, за да премине през тропопаузата и да измести върха на облака в стратосферата.
Трети източник на издигане е движението на вятъра, придвижващ въздушна маса над физическа преграда като планина (орографско издигане). Ако въздухът е като цяло устойчив, се образуват само шапки от висококупести облаци над планината. Ако обаче въздухът е достатъчно влажен и нестабилен, се получават орографски валежи и гръмотевични бури.
Наред с адиабатното охлаждане, което има нужда от източник на издигане, има и три основни неадиабатни механизма на спадане на температурата на въздуха до неговата точка на оросяване. Топлопроводното, излъчвателното и изпарителното охлаждане нямат нужда от издигащ механизъм и могат да предизвикат кондензация на повърхностното ниво с образуване на мъгла.
Последният начин на образуване на облаци е нарастването на водното съдържание до достигане на водонасищане без охлаждане на въздушната маса. Източници на такова овлажняване могат да бъдат водна маса или мокра земна повърхност, валеж или вирга и транспирация от растителността.

## Облачност
Облачност е наличието на облаци над определен район на Земята. Това явление има две значения::
- Облаците са източник на валежите и техният вид дава предварителна информация за характера на валежа;
- При наличието на облаци намалява продължителността на пряката слънчева радиация.

Облачността като количество се определя на око. Оценката се прави по десетобална система. Мислено се разделя небосвода на 10 равни части и се оценява покриването му с облаци от 1/10 до 10/10. Тъй като височината на облаците има голямо значение за евентуалните валежи, прието е облачността в балове да се характеризира като:
- Обща – заоблачаването въобще
- Ниска – заоблачаването с ниски облаци

Отчитането на ниската облачност става на първо място. Ако небето е покрито изцяло с облаци, от което 8/10 с ниски облаци се отчита, както следва: „ниска облачност“ – 8 и „обща облачност“ – 2.
За синоптични нужди е необходимо да се определя и динамиката в развитието на облаците. Развитието на облаците става в две посоки – хоризонтално и вертикално. Хоризонталното им развитие води до увеличаване или намаляване на облачността като цяло или до разтапяне или уплътняване на облаците. Вертикално развитие търпят най-вече купестите облаци и то към растеж.
Формата на облаците се определя по международна класификация. В големите метеорологични станции (МТО-станции) се определят и се записват задължително всички видове облаци, както и техния дял в общата облачност. В случаите, когато формата на облака се определя по време на валеж при бал на заоблачаването 10, за преобладаващите облаци се съди по интензивността на валежа.
Определянето на височината на облаците може да става окомерно, с балони или с прожектори. Последните два начина се използват в специализираните МТО станции, докато окомерното определяне дава по-неточна представа. Височината на облаците не е самоцелен показател, а е свързана с класификацията им.
Ако определянето на облачността в МТО-станциите става по време на мъгла и са възможни грешки, е задължително това да бъде описано. В случаите, когато поради мъгла се вижда само част от небосвода, определянето на облачността във видимата част става както обикновено, а за останалата част се записва наличието на мъгла.

## Класификация на облаците
Международната класификация на облаците ги разделя по височина над повърхността, форма, структура и строеж, както и по оцветяване.
Според височината облаците се разделят на 3 етажа:
- Високи облаци – над 6000 м
- Средни облаци – между 2000 и 6000 м
- Ниски облаци – под 2000 м. Към тях се отнасят и купестите облаци, с голяма вертикална мощност, които в основата си се намират под 2000 м, а горният им слой може да бъде над 2000 м.

### Високи облаци
Семейството на високите облаци най-често имат нишковидна структура и са изградени от ледени кристали. Дори при по-висока плътност те не могат да затъмнят Слънцето. Тези облаци не дават валежи, които да достигнат земята, макар че във височина при някои разновидности се наблюдава валеж. Общото им название е перести облаци. Наблюдават се 3 основни вида и десетина подвида:
- Перести облаци (Cirrus – Ci). Това са отделни влакнести бели облаци, които често сменят формата си;
- Пересто-купести облаци (Cirrocumulus – Cc). Представляват дребни бели купести образувания, разположени на групи или редове;
- Пересто-слоести облаци (Cirrostratus – Cs). Тънка беловата пелена, която може да закрива частично или изцяло небето, но контурите на слънцето и луната са видими;

### Средни облаци
Семейството на средните облаци се делят на 2 основни вида, които от своя страна имат свои разновидности.
- Високо-купести облаци (Altocumulus – Ac). Разнообразието в тази група е твърде голямо поради различните условия, при които са образувани. Имат вълнисто-купест вид, елементите им са нишковидни, най-често с бял цвят, но със сиви затъмнения на места. По-ниско разположените трудно се различават от ниските купести облаци. Високо купестите облаци се състоят от водни капки и снежинки. Като правило от тях не падат валежи.
- Високо-слоести облаци (Altostratus – As). Приличат на влакнеста, еднообразна и набраздена покривка, преимуществено със сив или сиво-синкав цвят. Могат да бъдат мъглообразни, просветващи или плътни. В последния случай дават слабо интензивен непрекъснат валеж от дъжд или сняг, който често не достига земята.

### Ниски облаци
Ниските облаци са най-важната за земеделието семейство. Класифицирани са като три основни рода, които от своя страна за точност са описани в над 20 подвида.
- Слоести облаци (Stratus – St). Това е сив облачен слой с достатъчно еднородна основа, от който пада ръмеж, кристалчета от лед или зърнест сняг. Тези облаци приличат на високо слоестите, но са разположени доста по-ниско, така, че понякога закриват високите земни предмети (кули, комини и др.). Въпреки своята еднородност по цвят, при тях има изразени по-светли и по-тъмни участъци. Валежът, който може да падне, е ръмеж (през лятото) или зърнест сняг (през зимата).
- Слоесто-купести облаци (Stratocumulus – Sc). Представляват крупна по мащаб облачност със структурна форма, която има сив или белезникав цвят. Отделните елементи могат да бъдат раздалечени една от друга и да образуват просвети. Срещат се едновременно с купестите облаци и валежът от тях е слаб и най-често през зимата. През останалите сезони падат отделни капки.
- Слоесто-дъждовни облаци (Nimbostratus – Ns). Имат еднороден безформен слой с тъмносив цвят, лете – със синкав оттенък. Този облак често изглежда осветен от вътре, което се дължи на преливането на валежа от сняг във валеж от дъжд. Валежът, който пада, е непрекъснат и равномерен. Под слоя на този облак често се образуват разкъсани дъждовни облаци.

### Облаци с вертикално развитие
- Купести облаци (Cumulus – Cu). Представляват отделни плътни облачни маси с добре очертани краища. Развиват се вертикално като кръгли хълмове или кули. Основата им обикновено е плоска. Силно развитите кумулуси не остават изолирани и преминават в купесто дъждовни облаци. Кумулусите обикновено се състоят от дребни капчици и по правило не дават валеж. В редки случаи от тях падат дребни капки.
- Купесто-дъждовни облаци (Cumulonimbus – Cb). Това са облачни маси, представляващи развитие на кумулусите, с голяма вертикална мощност. Ако не се вижда целия облак – той прилича на слоесто дъждовен, тъй като под основата му също се образуват разкъсани дъждовни облаци. Той обаче има значително по-мрачна оловно сива окраска. Дъждът, който пада от такъв облак, обикновено е бурен, с променлива интензивност – през лятото на едри капки или град, през зимата – на едри парцали или мокър сняг. Придружен е с гръмотевична дейност.

## Оцветяване
Цветът на даден облак, гледан от земята, дава информация за много от процесите, протичащи в него. Облаците се образуват, тъй като топлият въздух абсорбира водна пара и помага на получената смес да се издигне. При издигането си въздухът се охлажда и парата кондензира в малки капчици. Те са гъсто разположени и слънчевата светлина не успява да навлезе в тях, без да бъде отразена, на което се дължи характерният бял цвят на облаците.
При съзряването на облака водните капчици се сливат в по-големи капки, които могат да се превърнат в дъжд. При този процес разстоянието между тях се увеличава, което позволява на светлината да навлиза по-дълбоко в облака. Ако той е достатъчно голям и капките в него са разположени на достатъчно разстояние, част от навлязлата светлина не успява да се отрази обратно, преди да бъде погълната. На различните степени на този ефект се дължат вариациите на оцветяването на облаците от бяло до черно. По същата причина долната страна на масивни облаци се оцветява в различни нюанси на сивото, в зависимост от това каква част от светлината се отразява или поглъща в съответния участък.
При определени условия облаците могат да имат и други цветове. Синкаво-сивото се дължи на разсейване на светлината във вътрешността на облака. Късовълновата синя светлина се разсейва от водните капки в по-голяма степен от дълговълновата червена светлина, основната част от която се поглъща. Синкавият цвят показва, че в облака има достатъчно капки с дъждовен размер, които да предизвикат такова разсейване.
Облаците получават зеленикав оттенък, когато светлината във вътрешността им се разсейва от лед. Зеленикави купесто-дъждовни облаци са признак за предстоящ силен дъжд или градушка. Жълтеникавите облаци са редки и се появяват при наличие на замърсители в тях, например след горски пожар.
Червени, оранжеви и розови облаци се наблюдават почти изключително по време на изгрев или залез, като цветът им се дължи на разсейване на слънчевата светлина в атмосферата извън облаците. Те само отразяват дълговълновата неразсеяна светлина от Слънцето, която преобладава в тази част на деня.

## Денонощен и годишен ход на облачността
Денонощният ход на облачността е в зависимост от измененията на температурата. Сутрешният минимум на температурата увеличава относителната влажност на въздуха и дава възможност за образуването на мъгла или слоеста (инверсионна) облачност. Със засилването на слънчевото греене през девя се развива купеста (конвективна) облачност. Привечер облачността отново намалява, а през нощта изчезва. По този начин в течение на денонощието се наблюдава увеличение на облачността сутрин и след пладне и намаление – вечер и през нощта. По време на циклонални смущения облачността се увеличава или намалява, без оглед на часа през денонощието.
Годишният ход на облачността в различните места на земното кълбо е твърде различен. В равнинните части на Европа най-голяма облачност се наблюдава през зимата, а най-малка – през лятото. В екваториалния пояс максимумът на облачността съвпада с високото положение на Слънцето, а най-малката с най-ниското му положение над хоризонта и нощем. В мусонните области най-голяма облачност се наблюдава през летните месеци, а най-малка – през зимата.

## Географско разпространение
Въпреки че локалното разпределение на облаците се влияе силно от топографията, глобалното разпределение на облачната покривка в тропосферата варира повече спрямо географската ширина. Тя е най-честа във и около зоните с ниско налягане, обикалящи Земята близо до екватора и до 50-ите паралели на двете полукълба. Процесите на адиабатно охлаждане, които водят до образуване на облаци, обикновено са свързани с характерната за тези зони конвергенция, процес на хоризонтален приток и натрупване на въздух. Близо до екватора увеличената облачност се дължи на наличието на вътрешнотропическата зона на конвергенция, където много топъл и нестабилен въздух съдейства за главно купеста и купесто-дъждовна облачност. Облаци от практически всички видове възникват по зоните на конвергенция на средна географска ширина в зависимост от устойчивостта и влажността на въздуха. В тези извънтропически зони на конвергенция са чести полярните фронтове, където въздушните маси от полярен произход се сблъскват с тези с тропичен или субтропичен произход. Това води до образуването на извънтропически циклони, съставени от облачни системи, които може да са устойчиви или неустойчиви в различна степен, в зависимост от характеристиките на различните сблъскващи се въздушни маси.
Дивергенцията е процес, обратен на конвергенцията. В земната тропосфера той се състои в хоризонталното напускане на въздух от горните части на издигаща се въздушна колона или от долните части на спускаща се колона, което обикновено е свързано със зона на високо налягане или нейните граници. Облачността е най-рядка в близост до полюсите и в субтропиците, близо до 30-ите паралели, наричани понякога конски ширини. Наличието на мащабен субтропичен хребет на високо налягане от двете страни на екватора ограничава облачността на тези ширини. Подобни процеси се наблюдават и в полярните зони на двете полукълба.